# 안드로이구

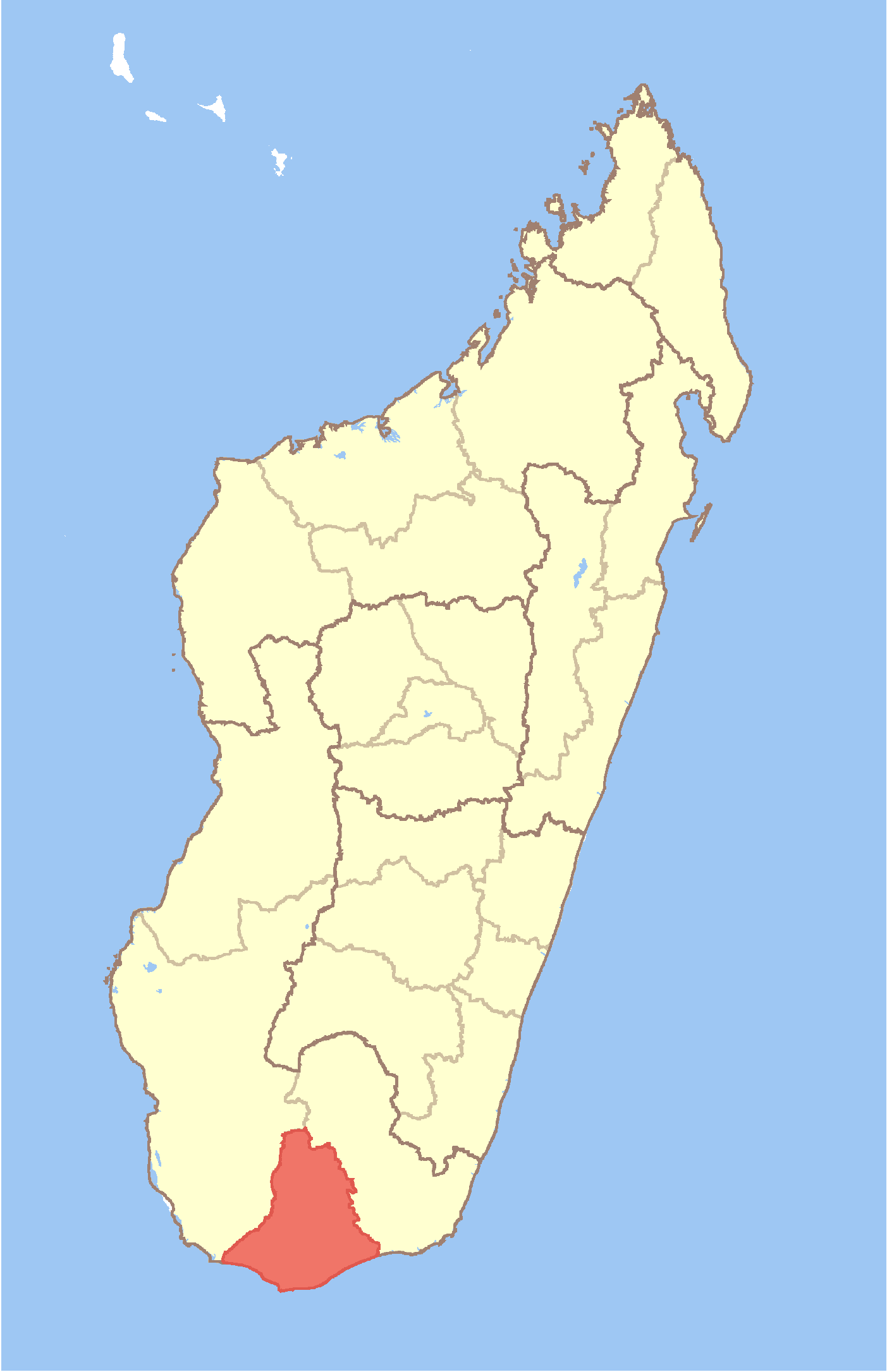
안드로이 구의 위치

안드로이구(말라가시어: Androy)는 마다가스카르 남부에 위치한 구로 행정 중심지는 암보봄베이며 면적은 19,317km2, 인구는 476,600명(2004년 기준)이다. 북쪽과 동쪽으로는 아노시 구, 서쪽으로는 아치모안드레파나 구와 접한다. 4개 현을 관할한다.